# Vitis bryoniifolia
Vitis bryoniifolia är en vinväxtart som beskrevs av Aleksandr Andrejevitj Bunge.
Vitis bryoniifolia ingår i släktet vinsläktet och familjen vinväxter. Inga underarter finns listade i Catalogue of Life.